# حسني محمود حسين
حسني محمود حسين أديب فلسطيني ولد في عراق بورين في قضاء نابلس بفلسطين سنة 1355هـ / 1936م. حصل على ليسانس الآداب، وعلى درجتي الماجستير والدكتوراه في الأدب الحديث من جامعة القاهرة، وقد حصل كذلك على دبلوم اللغة العربية وآدابها من معهد الداسات العربية في القاهرة. عمل في مجال التعليم نحو 40 سنة، حيث كان معلماً في مدارس وكالة غوث اللاجئين الفلسطينيين، ثم في معهد المعلمين بوزارة التربية والتعليم في قضاء نابلس، ومن ثم قام بالتدريس في جامعة الجزائر، وكذلك جامعة الملك سعود في الرياض، وجامعة العين في الإمارات العربية المتحدة، وأيضاً الجامعة الهاشمية، وجامعة اليرموك في الأردن. حصل على جائزة الملك فيصل العالمية في اللغة العربية والأدب سنة 1422هـ الموافقة لسنة 2002م بالاشتراك مع حسام الخطيب. توفي بعد فترة بسيطة من إعلان فوزه بجائزة الملك فيصل وذلك في نفس العام.

## أعماله
قام حسني حسين بالعديد من الأعمال، منها:

### في الأدب
- «أدب الرحلة عند العرب»، الهيئة العامة للكتاب، القاهرة، 1976. ط2، دار الأندلس، بيروت، 1983.
- «شعر المقاومة الفلسطينية، دوره وواقعه في عهد الانتداب»، الوكالة العربية للتوزيع والنشر، الزرقاء.
  - الجزء الأول: «في عهد الانتداب»، 1984.
  - الجزء الثاني: «في المنفى»، 1984.
  - الجزء الثالث: «في الأرض المحتلة»، 1990.
  - الجزء الرابع: «شعر العامية الفلسطينية المقاوم»، 1990.
- «راشد حسين: الشاعر.. من الرومانسية إلى الواقعية»، الوكالة العربية للنشر والتوزيع، الزرقاء، 1985.
- «إميل حبيبي والقصة القصيرة»، الوكالة العربية للنشر والتوزيع، الزرقاء، 1985.
- «مطالعات في شعر المقاومة العالمي»، دار الرشيد، بغداد، 1986.
- «الشاعر حسن البحيري.. صورة قلمية»، دار البشائر، دمشق، 1992.
- «سداسية الأيام الستة.. البناء والدلالات الفنية»، وزارة الثقافة، عمّان، 2007.

### أخرى
«الثقافة القومية في فلسطين خلال الانتداب البريطاني» (ترجمة من الإنجليزية)، الوكالة العربية للنشر والتوزيع، الزرقاء، 1984.